# 3i Infrastructure
3i Infrastructure plc ist eine britische Investmentgesellschaft mit Sitz in Jersey. Ziel des Unternehmens ist es, in mittelständische Infrastruktur zu investieren und dabei langfristige und nachhaltige Renditen für die Aktionäre zu erwirtschaften. Beabsichtigt ist, den Aktionären eine jährliche Gesamtrendite von 8 % bis 10 % zu bieten und eine steigende jährliche Dividende auszuschütten. Es verfügt über ein Portfolio von 12 Kapitalbeteiligungen an Unternehmen, die Infrastrukturunternehmen und -anlagen besitzen. Der Schwerpunkt der Investitionen liegt in Europa, Nordamerika und Asien.
Im April 2025 beliefen sich die verwalteten Mittel auf insgesamt 3,97 Mrd. Pfund.
Das Unternehmen ist an der Londoner Börse gelistet und Teil des FTSE 250 Index.